# Microliabum
Microliabum Cabrera, 1955 è un genere di piante angiosperme dicotiledoni della famiglia delle Asteraceae.

## Descrizione
L'habitus delle piante di questo genere varia da erbaceo (annuale o perenne) a subarbustivo (più raramente). I fusti possono essere glabri o tomentoso-aracnoidi o anche ghiandolosi. In questo genere gli organi interni sono provvisti di latice bianco.
Le foglie in genere sono disposte lungo il fusto in modo opposto (possono essere presenti delle rosette basali); sono picciolate o raramente sono sessili. Nell'infiorescenza la fillotassi delle foglie è alternata. Alla base delle foglie possono essere presenti delle pseudostipole o dei dischi nodali, talvolta fusi nella guaina. La lamina è intera: lanceolata o ovata o palmata o pennatosetta con bordi dentati in modo acuto o lobato. Le venature sono actinodrome (venature raggiate). La superficie può essere liscia oppure bollosa (quella adassiale è glabrescente, irsuta o aracnoidea; quella abassiale è densamente bianco-tomentosa o lanosa). La consistenza in genere è fogliacea oppure carnosa.
L'infiorescenza è formata da capolini di tipo radiato eterogamo. I capolini possono essere raccolti in formazioni cimose oppure sono singoli (monocefali) con peduncoli (raramente sono sessili). La struttura dei capolini è quella tipica delle Asteraceae: un peduncolo (corto o lungo) sorregge un involucro a forma emisferica composto da 30 - 75 squame (o brattee) disposte in 2 - 4 (normalmente 3) serie in modo embricato e scalato che fanno da protezione al ricettacolo  sul quale s'inseriscono due tipi di fiori: quelli esterni ligulati, disposti a raggiera e quelli interni tubulosi molto più numerosi. Il ricettacolo, poco areolato, è nudo (senza pagliette).
I fiori sono tetra-ciclici (ossia sono presenti 4 verticilli: calice – corolla – androceo – gineceo) e pentameri (ogni verticillo ha in genere 5 elementi). I fiori si dividono in due tipi: del raggio e del disco. I fiori del raggio (ligulati e zigomorfi da 10 a 30 e uno/due seriati) sono di solito femminili e fertili. I fiori del disco (tubulosi e actinomorfi da 15 a 175) sono in genere ermafroditi.
- Formula fiorale:

*/x K {\displaystyle \infty }, [C (5), A (5)], G 2 (infero), achenio
- Calice: i sepali del calice sono ridotti ad una coroncina di squame.

- Corolla: le ligule delle corolle dei fiori del raggio hanno delle forme da strettamente lineari a ellittico-oblunghe (a volte sono ben sviluppate) e terminano con tre denti, sono colorate di giallo (occasionalmente da rossastro a viola o bianco); le gole dei fiori del disco sono ampie fin dalla base, mentre i lobi sono allungati e lineari, il colore è giallo o più raramente rosso, viola o bianco.

- Androceo: gli stami sono 5 con filamenti liberi e distinti, mentre le antere sono saldate in un manicotto (o tubo) circondante lo stilo. Le antere possono avere delle code con pochi o nessun dente. Il polline è ricoperto da spine in modo uniforme. Il polline è sferico, e tricolporato, echinato.

- Gineceo: lo stilo è filiforme, mentre gli stigmi dello stilo sono due, brevi e divergenti. L'ovario è infero uniloculare formato da 2 carpelli. Gli stigmi in genere sono corti e filiformi ed hanno la superficie stigmatica (papille) interna. La parte superiore dello stilo può essere pelosa (quella basale è glabra).

I frutti sono degli acheni con pappo. La forma dell'achenio varia da oblunga a prismatica a 8 - 10 coste; la superficie è setolosa. Nelle pareti dell'achenio sono presenti dei rafidi allungati. Il pappo, deciduo, a due serie, è formato da 8 - 16 setole e 8 - 16 squamelle.

## Biologia
- Impollinazione: l'impollinazione avviene tramite insetti (impollinazione entomogama tramite farfalle diurne e notturne).
- Riproduzione: la fecondazione avviene fondamentalmente tramite l'impollinazione dei fiori (vedi sopra).
- Dispersione: i semi (gli acheni) cadendo a terra sono successivamente dispersi soprattutto da insetti tipo formiche (disseminazione mirmecoria). In questo tipo di piante avviene anche un altro tipo di dispersione: zoocoria. Infatti le brattee dell'involucro possono agganciarsi ai peli degli animali di passaggio disperdendo così anche su lunghe distanze i semi della pianta.

## Distribuzione e habitat
La distribuzione delle piante di questo genere è relativa alle zone montagnose e collinari della Bolivia e dell'Argentina del nord.

## Tassonomia
La famiglia di appartenenza di questa voce (Asteraceae o Compositae, nomen conservandum) probabilmente originaria del Sud America, è la più numerosa del mondo vegetale, comprende oltre 23.000 specie distribuite su 1.535 generi, oppure 22.750 specie e 1.530 generi secondo altre fonti (una delle checklist più aggiornata elenca fino a 1.679 generi). La famiglia attualmente (2021) è divisa in 16 sottofamiglie.

### Filogenesi
Le piante di questa voce appartengono alla tribù Liabeae della sottofamiglia Vernonioideae. Questa assegnazione è stata fatta solo ultimamente in base ad analisi di tipo filogenetico sul DNA delle piante. Precedenti classificazioni descrivono queste piante nella sottofamiglia Cichorioideae oppure (ancora prima) i vari membri di questo gruppo, a dimostrazione della difficoltà di classificazione delle Liabeae, erano distribuiti in diverse tribù: Vernonieae, Heliantheae, Helenieae, Senecioneae e Mutisieae.
Le seguenti caratteristiche sono condivise dalla maggior parte delle specie della tribù:
- nei fusti è frequente la presenza di lattice;
- le foglie hanno una disposizione opposta e spesso sono fortemente trinervate con superfici inferiori tomentose;
- il colore dei fiori del raggio e del disco sono in prevalenza gialli o tonalità vicine;
- le corolle del disco sono profondamente lobate;
- le basi delle antere sono calcarate;
- le superfici stigmatiche sono continue all'interno dei rami dello stilo;
- il polline è spinoso e sferico.

Il genere di questa voce è descritto nella sottotribù Paranepheliinae H. Rob., 1983, una delle quattro sottotribù di Labieae. La sottotribù si trova nel "core" della tribù, e insieme alla sottotribù Munnoziinae formano un "gruppo fratello" (entrambe le sottotribù sono state le ultime a divergere). Il genere Microliabum  dalle ultime analisi del DNA di tipo filogenetico non risulta monofiletico. In particolare un gruppo di specie di Microliabum (definito Microliabum subgenus Austroliabum m (H.Rob. & Brettell) H.Rob) si trova a formare un "gruppo fratello" con la copia di generi Paranephelius e Pseudonoseris, mentre un altro gruppo (il nucleo centrale del genere definito Microliabum subgenus Microliabum) forma un altro "gruppo fratello" con il genere Stephanbeckia. Il primo gruppo quindi è stato associato al nuovo genere Austroliabum H.Rob. & Brettell. In precedenti classificazioni il genere Microliabum è descritto all'interno della sottotribù Liabinae.
Le specie di questo genere sono individuate dai seguenti caratteri:
- i rami delle infiorescenze sono disposti in modo alterno;
- l'involucro ha una forma emisferica;
- le brattee dell'involucro sono disposte su 2 - 4 (principalmente 3) serie;
- il ricettacolo è scarsamente alveolato e privo di peli, squamelle o protuberanze.

Il numero cromosomico delle specie di questo gruppo è: 2n = 12 e 14.

### Elenco delle specie
Per questo genere sono assegnate le seguenti 3 specie:
- Microliabum humile (Cabrera) Cabrera
- Microliabum mulgediifolium  (Muschl.) H.Rob.
- Microliabum polymnioides  (R.E.Fr.) H.Rob.